# Operation Phoenix – Jäger zwischen den Welten
 Operation Phoenix – Jäger zwischen den Welten ist eine elfteilige Mystery-Fernsehserie, die von RTL produziert und 1997 sowie 1999 ausgestrahlt wurde.

## Handlung
Das Team Operation Phoenix bestehend aus Christoph Volz, Mark Pohl, Kris Mertens und Richard Lorentz ermittelt im Auftrag des Bundesinnenministeriums in mysteriösen Fällen. Während Mark an das Übersinnliche glaubt, will Kris die Phänomene psychologisch angehen. Richard und Christoph sind eher skeptisch veranlagt und glauben nur das, was sie sehen. Im Verlauf der Serie treiben eine aggressive Geistererscheinung, ein mysteriöser altägyptischer Pharao, ein göttlicher Racheengel, keltische Druiden und ein skrupelloser Teufelskult ihr Unwesen. Zudem befindet sich ein U-Boot der deutschen Wehrmacht offensichtlich auf einer Zeitreise und ein verstorbener Fremdenlegionär mordet mittels Seelenwanderung.

## Hintergrund
Operation Phoenix – Jäger zwischen den Welten wurde seinerzeit publikumswirksam als die erste deutsche Mysterieserie angekündigt und war als deutsche Variante der vor allem in den USA sehr erfolgreichen Serie Akte X – Die unheimlichen Fälle des FBI geplant. Der Pilotfilm wurde im Oktober 1997 ausgestrahlt, weitere zehn Episoden folgten erst 1999. Da die Serie aber deutlich weniger erfolgreich beim deutschen Publikum ankam als ihr Pendant in den USA, wurde sie 1999 abgesetzt.

## Schauspieler und Rollen
Die folgende Tabelle zeigt die Stammbesetzung. Gastrollen hatten beispielsweise Anke Sevenich, Christian Wittmann, Jan Sosniok, Walter Kreye, Walo Lüönd und Sophie Schütt.
| Schauspieler       | Rolle           | Episoden |
| ------------------ | --------------- | -------- |
| Alana Bock         | Kris Mertens    | 11       |
| Robert Jarczyk     | Richard Lorentz | 11       |
| Dirk Martens       | Mark Pohl       | 11       |
| Hans-Georg Panczak | Christoph Volz  | 9        |

## Episoden
| Folge | Titel                               | Ausstrahlung     |
| ----- | ----------------------------------- | ---------------- |
| 1     | Das Baby und die Bestie (Pilotfilm) | 28. Oktober 1997 |
| 2     | Im Körper der Feinde                | 21. Januar 1999  |
| 3     | Grausame Visionen                   | 28. Januar 1999  |
| 4     | Wettlauf mit der Zeit               | 29. April 1999   |
| 5     | Nur einer kann überleben            | 6. Mai 1999      |
| 6     | Tunnel des Todes                    | 20. Mai 1999     |
| 7     | Im Zeichen der Pharaonen            | 10. Juni 1999    |
| 8     | Der Erlkönig                        | 17. Juni 1999    |
| 9     | Auge um Auge                        | 24. Juni 1999    |
| 10    | Frevel                              | 1. Juli 1999     |
| 11    | Erntedank                           | 8. Juli 1999     |